# Karl Davidov
Pour les articles homonymes, voir Davidov.
Œuvres principales
À la fontaine
Karl Ioulievitch Davidov (ou Davydov) (en russe : Карл Юльевич Давыдов) est un célèbre violoncelliste russe du XIXe siècle, né le 3 mars O.S. / 15 mars 1838 (calendrier grégorien 27 mars 1838) à Goldingen et mort le 14 février O.S. / 26 février 1889 (calendrier grégorien 10 mars 1889) à Moscou.

## Biographie
Né en Courlande en 1838 dans une famille musicienne juive assimilée d'un père médecin (Julius Davidhoff, devenu Davidov) et violoniste amateur, Karl commence le piano dès l'âge de 5 ans, puis le violoncelle à 12 ans avec comme professeur Heinrich Schmidt, alors premier violoncelle du théâtre de Moscou.
Davidov est un enfant prodige, mais ses parents insistent pour qu'il ait une scolarité normale. Il obtient un diplôme de mathématiques à l'université de Saint-Pétersbourg. Son frère aîné, August (1823-1885), deviendra quant à lui un mathématicien fameux.
Il étudie plus tard l'écriture musicale au conservatoire de Leipzig avec Moritz Hauptmann, et à ce moment de sa vie, se destine à une carrière de compositeur ; toutefois, l'excellent accueil qu'il reçoit en tant que violoncelliste l'incite à poursuivre dans cette voie.
Quand Grutzmacher part pour Dresde, Davidov alors âgé de 22 ans prend sa suite comme professeur de violoncelle au conservatoire de Leipzig. Il voyage beaucoup en Europe, et devient, selon Tchaïkovski, le « tsar des violoncellistes ». Julius Klengel, autre illustre violoncelliste et élève de Davidov, dira, pour sa part : « J'ai compris ce que jouer du violoncelle signifie après avoir entendu  Davidov à Saint-Pétersbourg dans ma jeunesse. »
Sa réputation est telle qu'en 1876 il devient directeur du Conservatoire de Saint-Pétersbourg, alors que Tchaïkovski et lui sont tous deux candidats pour le poste. Mais en 1887, il donne sa démission. La raison de son départ est une série de conflits avec les responsables de l'administration qui exigeaient une augmentation des frais de scolarité des étudiants, ce qui rendait plus difficile l'entrée des étudiants des classes défavorisées au conservatoire. En désaccord avec la direction, Karl Davidov quitte le conservatoire en 1887, pour y revenir un an plus tard.
En janvier 1889, à l'âge de 50 ans, il est pris d'un malaise alors qu'il joue une sonate de Beethoven, et meurt quelques jours plus tard. Il est enterré au cimetière de la Présentation à Moscou.

## Famille

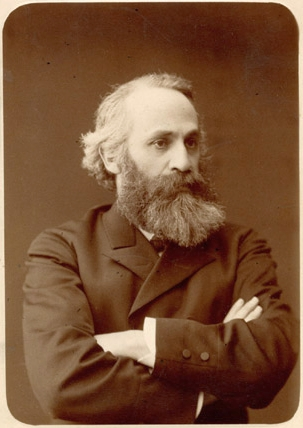
Karl Davidov.

Il épouse Alexandra Arkadievna Gorojanskaïa (1849-1902), ancienne élève de la pension pour jeunes filles de la mère de Davidov à Moscou, Dorothea Davidova, née Michalowitz (1802-1864). Alexandra est la sœur de l'acteur Mikhaïl Arkadievitch Gorojanski (nom de théâtre Mikhaïl Rechimov); éditrice à partir de 1892 de la revue Le Monde divin. Ils ont une fille et un fils: 
- Lidia Karlovna (1869-1900), première épouse de l'économiste Mikhaïl Tougan-Baranovski (en) (1865-1919), traductrice, publiciste. Elle représente la Russie au Congrès international féminin de Londres en 1899. Dans la revue Le Monde divin, elle tenait la rubrique Dans la patrie.
- Nikolaï Karlovitch (1870-1915).

Le couple élève aussi leur fille adoptive Maria Karlovna (1881-1966), épouse en premières noces de l'écrivain Alexandre Kouprine en 1902 (dont elle a une fille, Lidia, en 1903) et en secondes noces de l'homme d'État bolchévique Nikolaï Iordandski. Elle a été abandonnée bébé devant la maison des Davidov. Elle laisse des Mémoires sous le titre Années de jeunesse.

## Postérité
Davidov était d'avis que la technique du violoncelle devait s'inspirer de celle du violon, et il conseillait d'ailleurs à ses étudiants d'observer les meilleurs violonistes avec attention.
Il apporta des améliorations à la technique du violoncelle, et sous l'influence de Hauptmann, fut l'un des premiers violoncellistes qui prit en compte les aspects anatomiques et physiologiques de l'exécution. Il eut pour élèves, entre autres, Carl Fuchs, Leo Stern, Hanuš Wihan (le dédicataire du concerto de Dvořák) et Julius Klengel.
Son œuvre pour violoncelle la plus célèbre, toujours jouée de nos jours, est À la fontaine. Il a également écrit quatre concertos pour violoncelle.
En 1876, un mécène lui fit don d'un Stradivarius, aujourd'hui connu comme le Davidov, et qui fut celui de Raya Garbousova, Jacqueline du Pré et est aujourd'hui joué par Yo-Yo Ma.

## Œuvres avec numéro d'opus
- Opus 5, Concerto pour violoncelle n° 1 en si mineur (1859)
- Opus 6, Souvenir de Zarizino: 2 pièces de salon (Nocturne - Mazurka) pour violoncelle et piano
- Opus 7, Fantasie sur un chant folklorique Russe song pour violoncelle et orchestre
- Opus 14, Concerto pour violoncelle n° 2 en la mineur (1863)(1860?)
- Opus 16, 3 Salon pieces (Mondnacht, Lied, Märchen) pour violoncelle et piano
- Opus 17, Souvenirs d'Oranienbaum (Adian - Barcarolle)
- Opus 18, Concerto pour violoncelle n° 3 en ré majeur (1868)
- Opus 20, 4 Pièces pour violoncelle et piano
  - No. 1, Sonntag Morgen (Sunday Morning)
  - No. 2, Am Springbrunnen (À la fontaine)
  - No. 3, An der Wiege
  - No. 4, Abenddämmerung
- Opus 23, Romance sans Paroles en sol majeur
- Opus 25, Ballade pour violoncelle et orchestre ou piano en sol majeur (1875)
- Opus 30, 3 pièces de salon
- Opus 31, Concerto pour violoncelle n° 4 en mi mineur (1878)
- Opus 31, Sextuor à cordes
- Poltawa, opéra d'après Pouchkine (1876, inachevé)